# Cratere Erginus
Erginus è un cratere sulla superficie di Febe.